# Edith Franke (Religionswissenschaftlerin)
Edith Franke (geboren 10. Oktober 1960 in Hannover) ist eine deutsche Religionswissenschaftlerin und Hochschullehrerin.

## Leben
Edith Franke absolvierte ihr Abitur im Jahre 1980 in Springe, hiernach schloss sich von 1980 bis 1981 eine ehrenamtliche sozial-karitative Arbeit am Landesbildungszentrum für Blinde in Hannover an. Sie studierte zunächst von 1981 bis 1984 Sonderpädagogik an der Universität Oldenburg und anschließend von 1984 bis 1990 Religionswissenschaft an der Universität Bremen. Sie war von 1996 an wissenschaftliche Mitarbeiterin und nach der Promotion 1999 bis zum Jahr 2006 Assistentin am Seminar für Religionswissenschaft an der Universität Hannover. Sie habilitierte sich zum Thema Einheit in der Vielfalt – Strukturen, Bedingungen und Alltag religiöser Pluralität in Indonesien.
Seit 2006 ist sie Professorin für Allgemeine und Vergleichende Religionswissenschaft an der Philipps-Universität Marburg und leitet dort die Religionskundliche Sammlung.

## Schriften (Auswahl)
- (Mhrsg.): Devianz und Dynamik: Festschrift für Hubert Seiwert zum 65. Geburtstag. Göttingen: Vandenhoeck & Ruprecht, 2014
- (Hrsg.): Religiöse Minderheiten und gesellschaftlicher Wandel. Wiesbaden: Harrassowitz, 2014
- mit Katja Triplett (Hrsg.): Religion und Politik im gegenwärtigen Asien. Berlin: Lit, 2013
- Einheit in der Vielfalt: Strukturen, Bedingungen und Alltag religiöser Pluralität in Indonesien. Wiesbaden: Harrassowitz, 2012
- mit Michael Pye (Hrsg.): Religionen nebeneinander. Berlin: Lit, 2006
- (Hrsg.): Fremd und doch vertraut. Marburg: Diagonal-Verlag, 2005
- (Mhrsg.): Frauen, Leben, Religion : ein Handbuch empirischer Forschungsmethoden. Stuttgart: Kohlhammer, 2002
- Die Göttin neben dem Kreuz: zur Entwicklung und Bedeutung weiblicher Gottesvorstellungen bei kirchlich-christlich und feministisch geprägten Frauen in der Bremischen Evangelischen Kirche.  Marburg: Diagonal-Verl., 2002. Hannover, Univ., Diss., 1999